# 얀 그레구시
얀 그레구시(슬로바키아어: Ján Greguš, 1991년 1월 29일 ~ )는 슬로바키아의 축구 선수로 포지션은 미드필더이다. 현재 슬로바키아 축구 국가대표팀에서 수비형 미드필더로 활약하고 있다.